# Wehrkreis XVIII (Salzburg)

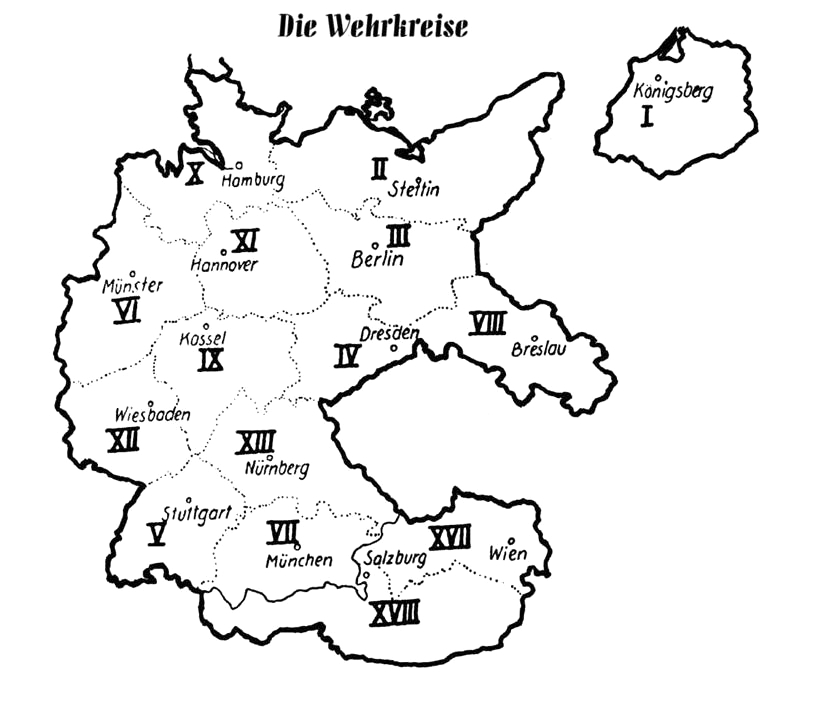
Die Wehrkreise des Deutschen Reiches nach dem Anschluss Österreichs

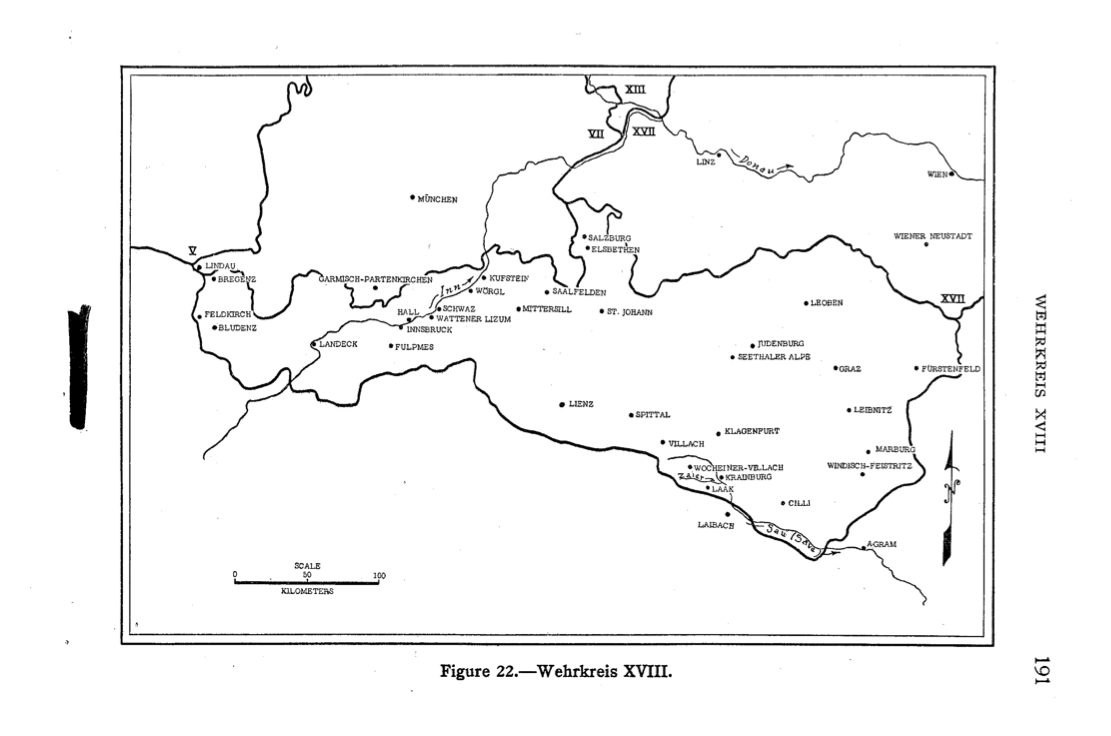
Karte des Wehrkreises XVIII

Der Wehrkreis XVIII (Salzburg) war eine nach dem sogenannten Anschluss Österreichs 1938 gebildete territoriale Verwaltungseinheit der Wehrmacht im nationalsozialistischen Deutschen Reich und bestand bis 1945. Dem Wehrkreis oblag die militärische Sicherung von Salzburg, Tirol und der Steiermark, später auch noch der CdZ-Gebiete Untersteiermark und Kärnten und Krain, sowie die Ersatzgestellung und Ausbildung von Teilen des Heeres in diesem Gebiet. Der Wehrkreis umfasste die beiden Wehrersatzbezirke Graz und Innsbruck. Das Hauptquartier befand sich in Salzburg.

## Befehlshaber
Die Befehlshaber des Wehrkreises XVIII waren:
- Eugen Beyer April 1938 – August 1939
- Hubert Schaller-Kalide August 1939 – Januar 1943
- Friedrich Materna Februar 1943 – Dezember 1943
- Franz Böhme Dezember 1943 – Juni 1944
- Julius Ringel Juni 1944 – Mai 1945
- Kurt Versock Mai 1945 bis Kriegsende